# Confederación de Asociaciones Empresariales de Baleares
CAEB, Confederación de Asociaciones Empresariales de Baleares es una institución de las Islas Baleares fundada el 2 de diciembre de 1977 que representa al tejido empresarial de las Islas Baleares, integrando a asociaciones y empresas de todos los sectores de actividad y de todo el ámbito geográfico de la Comunidad Autónoma. En 1979 participa en la constitución de ISBA Sociedad de Garantía Recíproca, pionera en España. En 2017 CAEB cumple 40 años constituida por unas 80 organizaciones empresariales, tanto sectoriales como territoriales, que representan, en su conjunto, a más de 20.000 empresas.

## Historia y objetivos
El nacimiento de la CAEB está ligado a la transformación de España en un régimen democrático. La Ley de Libertad Sindical de abril de 1977 significó la desaparición del sindicalismo vertical y rompió los diques de la adscripción obligatoria de las empresas. 
Las 13h del 2 de diciembre de 1977 es el punto de partida de la actual Confederación de Asociaciones Empresariales de Baleares. A esa hora se presentaba en la Oficina del Depósito de Organizaciones Empresariales los Estatutos de un proyecto de organización empresarial intersectorial que aglutinaba voluntades gremiales y esfuerzos individuales. Un total de 13 asociaciones avalaban con su firma los 38 artículos de una organización destinada a ser pieza fundamental en la vertebración de la vida económica balear en pleno proceso de transición democrática en España. 
En la actualidad, la CAEB tiene como misión la defensa y representación de los intereses de las asociaciones, y empresas asociadas a las mismas, que forman parte de la Confederación, buscando siempre una mejora paulatina del entorno en el que desarrollan su actividad y teniendo como fin último el avance sostenido en los niveles de empleo y bienestar económico y social de nuestra comunidad.
La CAEB se halla integrada en la Confederación Española de Organizaciones Empresariales (CEOE) así como en la Confederación Española de la Pequeña y Mediana Empresa (CEPYME). A nivel internacional, la CAEB se encuentra representada a través de la CEOE en la Organización para la Cooperación y el Desarrollo Económico (OCDE), en BusinessEurope y en la Organización Internacional de Empleadores (OIE). A través de la CEPYME está presente en la Unión de Pequeñas y Medianas Empresas Europeas (UIAPME). 
Todas las asociaciones confederadas tienen un representante con voz y voto en la Junta de Gobierno de la CAEB, órgano colegiado que propone, aprueba y controla las políticas de actuación de la confederación.

## Órganos de gobierno

### Presidentes
- Gabriel Barceló Oliver (1977-1981) presidente fundador
- Francisco Albertí Palou (1981-1993)
- Josep Oliver Marí (1993-2014)
- Carmen Planas Palou (2014- en el cargo[2])

### Vicepresidente
- Juan Miguel Ferrer (2014- en el cargo[3])

### Secretarios Generales
· Sergio Bertrán (2014- en el cargo) 

### Gerente
· Sergio Bertrán (2014- en el cargo)

### Asamblea General
Es el órgano representativo supremo de la Confederación. Está integrado por representantes designados por los asociados, y organizaciones, según baremo aprobado por la Junta de Gobierno.

### Junta de Gobierno
Es el órgano ordinario colegiado de dirección. La Junta está compuesta por los miembros elegidos en la Asamblea General, fijados por la Junta Directiva, para cada período electoral.

### Comité Ejecutivo
Órgano permanente de gobierno, gestión, administración y dirección de la Confederación y asistencia al Presidente. Está compuesto por el Presidente, los Vicepresidentes, el tesorero, el contador y los vocales.

## Órganos de Asesoramiento
Los Estatutos prevén, como órganos de consulta y estudio las Comisiones de Trabajo.

### Comisiones de Trabajo
Las comisiones están formadas por miembros directivos y de departamentos de la Confederación así como por técnicos especializados en cada materia y miembros de asociaciones empresariales afiliadas. Cuenta en la actualidad con las siguientes comisiones operativas:
- Comisión de Comercio, Alimentación y Agricultura: Josep Lluís Aguiló Veny
- Comisión de Construcción y Empresas Auxiliares: Óscar Carreras Medina
- Comisión de Industria y Transporte: Jaime Fornés Vallespir
- Comisión Servicios: Sebastià Rotger i Campins
- Comisión de Turismo: María Frontera Hjorngaard
- Comisión de Investigación, Desarrollo e Innovación: Xavier Gil Estarellas

## Departamentos
CAEB. Confederación de Asociaciones Empresariales de Baleares está compuesta por diferentes departamentos, encargados de asesorar, informar y apoyar a los empresarios de las Islas Baleares, que forman parte de la Confederación.
- Gabinete de Presidencia y Nuevas Tecnologías
- Departamento de Comunicación y Prensa
- Departamento de Economía y Empresa
- Departamento de Contabilidad y Administración
- Departamento de Formación
- Gabinete Técnico de Prevención de Riesgos Laborales

## Representación
La CAEB tiene representación en diferentes comisiones y organismos dependientes de la Administración Central, la Administración Autonómica y las administraciones insulares y locales. Entre ellos cabe destacar.
Mesa de Diálogo Social de la Consejería de Trabajo y Formación del Govern de las Islas Baleares
Mesa de Turismo de las Islas Baleares
Patronato Fundación Universidad Empresa
Consejo de Administración de Autoridad Portuaria
Patronato de la Fundación del Tribunal de Arbitraje y Mediación de las Islas Baleares (TAMIB)
Consejo de Administración de ISBA, S.G.R.
Consejo Económico y Social de las Islas Baleares (CES)